# 乾ルカ
乾 ルカ（いぬい るか、1970年2月11日 - ）は、日本の小説家。北海道札幌市生まれ。北海道札幌北陵高等学校、藤女子短期大学国文科卒業。
銀行員や官庁の臨時職員を経て、2006年に短編「夏光」（なつひかり）で文藝春秋主催の第86回オール讀物新人賞を受賞してデビュー、（小野寺史宜と同時受賞）。2010年、『あの日にかえりたい』で第143回直木三十五賞候補、『メグル』で第13回大藪春彦賞候補。
ホラーやダーク・ファンタジーの要素が強い作品を主に書くが、『向かい風で飛べ!』はスキージャンプを題材とした青春小説である。

## 作品リスト

### 単著
- 夏光（2007年9月 文藝春秋 / 2010年10月 文春文庫）
  - 収録作品：夏光 / 夜鷹の朝 / 百焰 / は / Out of This World / 風、檸檬、冬の終わり
- プロメテウスの涙（2009年4月 文藝春秋 / 2012年10月 文春文庫）
- メグル（2010年2月 東京創元社 / 2013年8月 創元推理文庫）
  - 収録作品：ヒカレル / モドル / アタエル / タベル / メグル
- あの日にかえりたい（2010年5月 実業之日本社 / 2013年6月 実業之日本社文庫）
  - 収録作品：真夜中の動物園 / 翔る少年 / あの日にかえりたい / へび玉 / did not finish / 夜、あるく
- 蜜姫村（2010年10月 角川春樹事務所 / 2013年3月 ハルキ文庫）
- 六月の輝き（2011年1月 集英社 / 2014年2月 集英社文庫）
- てふてふ荘へようこそ（2011年5月 角川書店 / 2012年9月 角川文庫）
- 四龍海城（2011年7月 新潮社）
  - 【改題】君の波が聞こえる（2014年5月 新潮文庫）
- ばくりや（2011年10月 文藝春秋 / 2014年10月 文春文庫）
- たったひとり（2013年1月 文藝春秋）
- 向かい風で飛べ！（2013年12月 中央公論新社 / 2016年10月 中公文庫）
- 願いながら、祈りながら（2014年3月 徳間書店 / 2016年12月 徳間文庫）
- モノクローム（2014年6月 新潮社）
- 11月のジュリエット（2014年10月 KADOKAWA）
  - 【改題】青い花は未来で眠る（2017年8月 角川文庫）
- 森に願いを（2015年1月 実業之日本社 / 2018年4月 実業之日本社文庫）
- ミツハの一族（2015年4月 東京創元社 / 2017年6月 創元推理文庫）
- 奇縁七景（2015年7月 光文社 / 2018年3月 光文社文庫）
  - 収録作品：虫が好かない / 目に入れても / 報いの一矢 / 夜の鶴 / 只よりも高いもの / 黒い瞳の内 / 岡目八目
- 花が咲くとき（2016年3月 祥伝社 / 2019年6月 祥伝社文庫）
- わたしの忘れ物（2018年3月 東京創元社 / 2021年4月 創元推理文庫）
- カレーなる逆襲！ ポンコツ部員のスパイス戦記（2018年7月 文春文庫）
- 心音（2019年4月 光文社 / 2022年7月 光文社文庫）
- コイコワレ（2019年6月 中央公論新社 / 2022年12月 中公文庫）
- 明日の僕に風が吹く（2019年9月 KADOKAWA / 2022年9月 角川文庫）
- 龍神の子どもたち（2020年10月 祥伝社 / 2023年11月 祥伝社文庫）
- おまえなんかに会いたくない（2021年9月 中央公論新社 / 2023年9月 中公文庫）
- 水底のスピカ（2022年10月 中央公論新社）
- 花ざかりを待たず（2023年4月 光文社）
- 葬式同窓会（2023年10月 中央公論新社）

### アンソロジー
「」内が乾ルカの作品
- ザ・ベストミステリーズ 2009 推理小説年鑑（2009年7月 講談社）「モドル」
  - 【分冊・改題】Spiral めくるめく謎 ミステリー傑作選（2012年11月 講談社文庫）
- 暗闇を見よ（2010年11月 光文社カッパ・ノベルス / 2015年4月 光文社文庫）「ちゃーちゃん」
- 大崎梢リクエスト！ 本屋さんのアンソロジー（2013年1月 光文社 / 2014年8月 光文社文庫）「モブ君」
- 奇想博物館（2013年12月 光文社 / 2017年5月 光文社文庫）「漆黒」
- 殺意の隘路（2016年12月 光文社）「黒い瞳の内」
  - 【分冊】殺意の隘路（2020年5月 光文社文庫【上】）
- おしゃべりな銀座（2017年6月 扶桑社 / 2024年4月 文春文庫）※エッセイアンソロジー「田舎者、銀座を歩く」
- ほんのきもち（2018年8月 扶桑社）「天使の名前の犬のこと」
- 妖し（2019年12月 文春文庫）「かぐわしきひと」
- 沈黙の狂詩曲（2019年11月 光文社）「妻の忘れ物」
  - 【分冊・改題】沈黙の狂詩曲 精華編 Vol.1（2021年5月 光文社文庫）
- アンソロジー 舞台！（2024年3月 創元文芸文庫）「モコさんというひと」

## テレビ出演
- キラキラ（北海道テレビ放送、2017年4月10日-13日）

## メディア・ミックス

### テレビドラマ
- てふてふ荘へようこそ（2012年10月27日 - 12月15日、全8話、NHK BSプレミアム）[4]